# Бенедикт Цуцари
Бенедикт Цуцари или Цуцери е последният католически архиепископ на Софийско-Пловдивската архиепархия и един от архиереите най-кратко управлявали Софийско-Пловдивския диоцез.

## Биография
Бенедикт Цуцари (Цуцери, Цицери) е албанец, роден в Дубровник. Ръкоположен е за свещеник на 28 октомври 1748 г.
Той е избран за Софийско-Пловдивски архиепископ през януари 1754 г. На 23 юни същата година е ръкоположен за такъв, в църквата на Св. Петра в Дубровник. На 6 октомври пристигна в България.
Поради разтроено здраве си подава оставката и напуска България на 19 януари 1756 г. Няма сведения за неговата дейност след това.
След тази дата вече не се избират Софийски архиепископи, а управлението на епархията се поверява на апостолически викарий, които пребивавали в някои от пловдивските села, най-често в Даваджово или Калъчлии (до 1838).